# UK Singles Chart

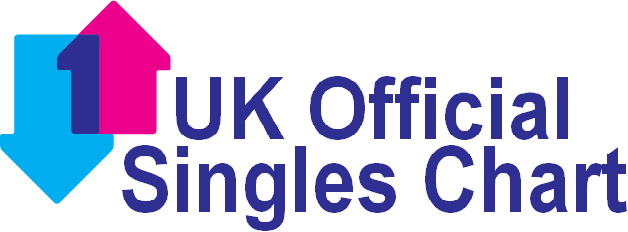
Brytyjskie zestawienie singli

UK Singles Chart – notowania opracowywane przez Official Charts Company, w oparciu o aktualną sytuację na brytyjskim rynku muzycznym. Obejmują one okres od niedzieli (godz. 0:01) do soboty (północ) każdego tygodnia, a sporządzone na podstawie otrzymanych danych listy drukowane są w magazynie Music Week oraz publikowane w Internecie na stronie internetowej radia BBC Radio 1. Dane dotyczące sprzedaży poszczególnych singli czy albumów pochodzą ze współpracy z około 6500 sklepów oraz części internetowych stron, oferujących muzykę cyfrowo. W przeciwieństwie do amerykańskich zestawień statystyki radiowe i telewizyjne nie są brane pod uwagę przy tworzeniu notowań.
Główną listą jest Top 200, która przedstawia 200 najpopularniejszych singli i jest sporządzana na podstawie zarówno sprzedaży w sklepach, jak i w Internecie. Mimo iż notowanie składa się z aż 200 piosenek, najważniejsza jest pierwsza 40, która podawana jest do mediów. Zestawienia Top 75 singli i albumów są publikowane w magazynie Music Week każdego tygodnia. Kompletne notowania są publikowane przez newsletter ChartsPlus w środy.
Według statystyk Official UK Charts Company, do 31 stycznia 2014 roku, 1,1250 singli znalazło się na szczycie UK Singles Chart.
Top 40 jest od zawsze najpierw przedstawiane na antenie radia BBC Radio 1, jeszcze zanim ukaże się na stronie internetowej OCC. Specjalny program emitowany jest w każdy piątek od godziny 16:00 do 18:00, a podczas trwania audycji poszczególne pozycje TOP 40 na żywo pojawiają się na stronie internetowej radia. Przez wiele lat prowadzili go Mark Goodier i Bruno Brookes, dzięki czemu stali się popularni. Od października 2007 do września 2009 roku prezenterami programu byli Fearne Cotton i Reggie Yates. Dodatkowo Cotton jest pierwszą kobietą w historii, która prowadziła tego typu audycję. Obecnie prezenterem programu jest Greg James. Konkurencyjne notowanie, The Big Top 40 Show, opierające się na sprzedaży oraz obecności na antenach, przedstawiane jest przez 140 komercyjnych stacji radiowych.

## Historia

### Wczesne lata
Pierwsze brytyjskie zestawienie zostało opublikowane 14 listopada 1952 roku w magazynie New Musical Express. Było to wtedy jednym z chwytów, w toczącej się wojnie między NME i znacznie starszym a tym samym popularniejszym rywalem na rynku, gazetą Melody Maker. Notowania, określane mianem Top 12, chociaż składały się z 15 nagrań, były tworzone przez menadżera magazynu odpowiedzialnego za dział rozrywkowy, Percy’ego Dickinsa. Telefonował on do 20 największych sklepów muzycznych, zbierając dane dotyczące aktualnej sprzedaży singli, a następnie, na ich podstawie, sporządzał zestawienia. Dickins zajmował się tym aż do lat ’60. Pierwszą piosenką, która trafiła na szczyt listy, był utwór „Here in My Heart” Al Martino.
Notowania szybko stały się jednym z najpopularniejszych działów magazynu. Po zaledwie kilku tygodniach zaczęły być one wykorzystywane przez wytwórnie płytowe oraz cytowane przez inne gazety. W październiku 1954 roku zestawienie zmieniło nazwę na Top 20, a niecałe dwa lata później, w kwietniu 1956 roku, na Top 30. Znalazło ono również naśladowców, własne notowania stworzyły: Record Mirror w 1955 roku i Melody Maker 7 kwietnia 1956 roku.
Zwiastun notowania w dzisiejszej formie został po raz pierwszy opublikowany w marcu 1960 roku, jako Top 50, w gazecie Record Retailer (obecnie Music Week). Zestawienie nie było wtedy jednak traktowane, jak najważniejsze w kraju. Swoją silną pozycję utrzymywało za to wciąż sporządzane notowanie w NME. W dodatku Radio Luxembourg zaczęło przedstawiać je na swej antenie. Lata ’60 były pełne różnych, nowo powstałych zestawień, niekiedy przepełnionych muzycznymi anomaliami, tak np. singel „Please Please Me” The Beatles królował we wszystkich zestawieniach, z wyjątkiem tego w  Record Retailer. Godna uwagi była lista prezentowana przez BBC w popularnych programach Pick of the Pops oraz Top Of The Pops, która była tworzona na podstawie średniej pozycji wydawnictw we wszystkich innych publikowanych notowaniach.
W lutym 1969 roku BBC i Record Retailer zawarły porozumienie i nawiązały współpracę. W jego wyniku już 12 lutego 1969 roku ruszyło nowe notowanie, Top 50, publikowane regularnie w Record Retailer.
W maju 1978 zestawienie po raz kolejny zmieniło nazwę, tym razem z Top 50 na Top 75.

### Era Internetu
W 2005 roku Wes Butters zaprezentował ostatnie wydanie Top 40, kończąc tym samym swoją karierę w BBC Radio 1. Od tego czasu notowanie przybrało zupełnie nową formę. O pozycji singla decydować zaczęła nie tylko sprzedaż w zwykłych sklepach, ale i internetowych. Fakt ten pogłębił niezadowolenie członków British Association of Record Dealers, którzy nie byli przychylni zmianie zasad tworzenia zestawienia. Tłumaczyli oni, że maleje sprzedaż wydawnictw muzycznych w sposób tradycyjny, a wzrasta liczba zamówień przez Internet. Argumentowali, że nowa formuła może jeszcze bardziej zwiększyć liczbę transakcji internetowych i przekonać do takiego rodzaju kupna muzyki osoby do tej pory niezdecydowane. Organizacja zgodziła się jednak na zmianę zasad, kiedy została zapewniona, iż w notowaniach pojawiać się będą single, które sprzedają się nie tylko w Internecie, ale i w sklepach. Nie określono jednak, o jaką liczbę sprzedanych w sklepach singli chodzi. W wyniku tego, w zestawieniu, na miejscu #22 miesiąc przed zaplanowaną premierą singla, znalazła się grupa Gorillaz z piosenką „Feel Good Inc.”, która w sklepach ukazała się w liczbie zaledwie 300 kopii, a tak wysoką pozycję zawdzięczała wyłącznie sprzedaży cyfrowej. Ostatecznie, tym razem dzięki sprzedaży sklepowej i cyfrowej, po oficjalnej premierze, singel uplasował się na miejscu #2 listy.
Po naciskach przemysłu muzycznego w 2006 roku zawarto drugi kompromis. W jego wyniku single mogły znaleźć się na liście nie prędzej, niż tydzień przed ukazaniem się ich w sklepach, bez względu na wynik sprzedaży cyfrowej. 2 kwietnia 2006 roku piosenka „Crazy” Gnarlsa Barkleya stała się pierwszą, która dostała się do czołówki notowania wyłącznie w oparciu o sprzedaż cyfrową. Kolejna zmiana mówiła, że po upływie dwóch tygodni od zakończenia sprzedaży sklepowej singla, musiał być on usunięty z zestawienia, nie zważając na sprzedaż cyfrową. W rezultacie utwór „Crazy”, przebywający na miejscu #5, po 11 tygodniach, zniknął z listy. Podobna sytuacja miała miejsce w przypadku piosenki „Maneater” Nelly Furtado, która zajmując miejsce #10, została całkowicie usunięta z notowania. Było to jednak wynikiem następnego warunku, mówiącego o tym, iż singel mógł być ujęty w zestawieniu, jeśli jego wydanie w sklepach miało miejsce w trakcie ostatnich dwunastu miesięcy.
Z każdym miesiącem sprzedaż cyfrowa singli wzrastała, a sklepowa malała, co powodowało, iż coraz więcej artystów dostawało się do Top 40, po czym szybko opuszczało notowanie. Obecnie sytuacja ta poprawiła się, ponieważ czołówka listy nie zmienia się aż tak szybko, jednak sprzedaż sklepowa nadal maleje w porównaniu do cyfrowej. Zaobserwowany został z kolei wzrost zamówień piosenek i teledysków na telefony komórkowe, ale wszyscy zgodnie zaprzeczają, żeby sprzedaż ta mogła być kiedykolwiek brana pod uwagę w tworzeniu zestawień.
1 stycznia 2007 roku zasady tworzenia zestawień uległy kolejnej zmianie. Powrócono do niedawnego systemu, rezygnując z ustanowionych wcześniej ograniczeń, czyli ponownie w równym stopniu zaczęła liczyć się sprzedaż cyfrowa oraz sklepowa. W wyniku tego kilka singli wskoczyło z powrotem na listę, w tym m.in. „Crazy” i „Maneater”, które nie były dostępne w sklepach, ale nadal sprzedawały się bardzo dobrze w sposób cyfrowy. Podobnie było w przypadku „Chasing Cars” Snow Patrol, którego premiera miała miejsce ponad rok wcześniej i zgodnie z dawnymi zasadami, singel nie był brany pod uwagę w notowaniu. Po anulowaniu tych reguł piosenka, nadal ciesząca się popularnością, wróciła do czołówki zestawienia, plasując się na miejscu #9 (zaledwie o trzy miejsca gorszym od zajmowanego rok wcześniej). DJ radiowy, Chris Moyles, chciał wypróbować nowe zasady, dlatego na nowo wypromował utwór z 1999 roku, „Honey to the Bee” Billie Piper. Rozgłos spowodował, iż ludzie kupili singel w liczbie, która pozwoliła mu na miejsce w Top 40, co byłoby niemożliwe wcześniej.
Drugą piosenką, która wróciła do zestawienia po kilku latach była „I’ll Be Missing You” Seana Combsa i Faith Evans, plasując się na miejscu #32, dokładnie dekadę od czasu, gdy królowała na tej samej liście. Nagłe zainteresowanie utworem spowodowane było wykonaniem przez Combsa nowej wersji piosenki w 2007 roku, podczas koncertu w rocznicę śmierci Księżnej Diany na stadionie Wembley. Dwa miesiące później do notowania powróciła aria Nessun Dorma Luciano Pavarottiego. Tydzień po śmierci słynnego tenora, 17 lat od swej premiery, aria zadebiutowała na pozycji #24, po czym pięła się w górę, plasując się ostatecznie na miejscu #12. Niemal jednocześnie, dzięki wykorzystaniu w reklamie telewizyjnej czekolady, na listę powróciła piosenka „In the Air Tonight” Phila Collinsa. Po 26 latach od premiery i 19 latach od jego remiksu, utwór ponownie pojawił się na liście, zajmując pozycję #14. Żadna z tych piosenek nie była wersją reedycyjną, wszystkie stanowiły oryginalne wydania.
Singel „Blag, Steal & Borrow” zespoł7u Koopa był pierwszy, który znalazł się w zestawieniu bez ani jednej kopii sprzedanej w sklepie. Tego samego roku na liście znalazły się jeszcze dwa single zespołu, „One Off Song for the Summer” oraz „The Crash”, które również były dostępne wyłącznie cyfrowo. Uplasowały się one na kolejno: #21 i #16 miejscu.
Podobnie było w przypadku piosenki „Say It Right” Nelly Furtado, niedostępnej w sklepach, która jako pierwsza zdołała dostać się do Top 10 notowania wyłącznie dzięki sprzedaży cyfrowej. Kolejnym utworem był „Lord Don’t Slow Me Down” Oasis, podczas gdy „Candyman” Christiny Aguilery, również niedostępny w sklepach, nie wspiął się do czołówki, plasując się na miejscu #17.
Piosenka „Mercy” Duffy stała się piątą (po „Crazy” Gnarlsa Barkleya, „Grace Kelly” Mika, „Umbrella” Rihanny i „About You Now” Sugababes), która wspięła się na miejsce #1 zestawienia jeszcze przed wydaniem singla w sklepach, a wyłącznie dzięki sprzedaży cyfrowej.
Jedną z korzyści nowych zasad sporządzania notowań jest ukazywanie popularności poszczególnych piosenek, mimo to, iż niekiedy nie zostały wydane w sklepach lub zostały z nich wycofane. Piosenka „Chasing Cars” Snow Patrol spędziła w zestawieniu 101 tygodni. Od premiery nie była obecna na liście zaledwie przez 7 tygodni, kiedy obowiązywały stare zasady. Tym samym jest ona drugą w historii UK Singles Chart pod względem liczby tygodni spędzonych w zestawieniu. Utwór wyprzedza jedynie „My Way” Franka Sinatry, który był obecny w zestawieniu 124 tygodnie. „Sex on Fire” Kings of Leon był obecny na liście 87 tygodni (miejsce trzecie na liście wszech czasów); „I Gotta Feeling” The Black Eyed Peas 76 tygodni (czwarte miejsce); „Rule the World” Take That 73 tygodnie (pięte miejsce); „Poker Face” Lady Gaga 66 tygodni (siódme miejsce); „Use Somebody” Kings of Leon 64 tygodnie (ósme miejsce); „Don’t Stop Believin’” Journey 63 tygodnie (dziewiąte miejsce); „Rehab” Amy Winehouse i „Pass Out” Tinie Tempah po 57 tygodni (ex aequo na jedenastym miejscu).
Kolejnym efektem zmian zasad na liście, jak się okazało jednak niemającym większego wpływu na układ czołówki Top 40, było włączenie do notowania piosenek, które nie zostały wydane jako single. W związku z tym, iż coraz więcej ludzi wolało kupić pojedyncze piosenki od całego albumu, w tym te, które nie zostały wydane jako single, zaczęto brać je pod uwagę w tworzeniu zestawień. Początkowo wprowadzić na listę takie utwory udało się jedynie muzykowi Mika i grupie Arctic Monkeys. Zmieniło się to w październiku 2007, kiedy do Top 75 dostało się aż 6 piosenek z filmu High School Musical 2. Miesiąc później do zestawienia trafiło 5 piosenek Leony Lewis z jej debiutanckiego albumu Spirit. Oczekiwano, że w listopadzie 2010 roku Top 10 zostanie zdominowane przez stare utwory The Beatles, co było związane z uruchomieniem specjalnego katalogu online poświęconego wyłącznie temu zespołowi okazało się jednak, że tylko cztery piosenki The Beatles wróciły do Top 75, najwyżej znalazło się „Let It Be” na miejscu 38.
Spodziewanym wynikiem zmian była również ponowna obecność w zestawieniu „sezonowych” piosenek, głównie świątecznych. Jak się okazało, przeczucia nie zawiodły, bo w notowaniu w 2007 roku znalazło się aż 19 takich utworów. W Top 5 uplasowały się 2 najpopularniejsze piosenki wykonywane przez Mariah Carey i The Pogues. Dwa stare utwory, które wcześniej nie odniosły sukcesu w Wielkiej Brytanii, wykonywane przez Andy’ego Williamsa i Perry’ego Como, również wzbudziły zainteresowanie i wspięły się na wysokie miejsca.

### Publikacje notowań
- New Musical Express (NME)

Magazyn samodzielnie, korzystając z wyników sprzedaży z 53 sklepów, stworzył pierwsze zestawienie brytyjskich singli, Top 12, które zostało opublikowane 14 listopada 1952 roku. 1 października 1954 roku Top 12 zmieniło nazwę na Top 20, 13 kwietnia 1956 roku Top 20 zmieniło nazwę na Top 30, a w kwietniu 1983 roku Top 30 zmieniło nazwę na Top 50. NME tworzył własne notowania do 12 maja 1988 roku, kiedy to zaczął publikować listę Network Chart (tworzoną przez MRIB). Współpraca ta utrzymywała się przez kilka lat.
- Record Mirror

22 stycznia 1955 roku stworzył pierwszą listę Top 20, która później zmieniła nazwę na Top 20, a następnie na Top 30. Magazyn zakończył publikowanie zestawień w marcu 1962 roku.
- Radio Luxembourg

Radio Luxembourg było bardzo wpływowe w latach '50 i '60, jednak nie posiadało własnej listy muzycznej. Publikowało ono wyłącznie notowania NME na antenie 208 m. W każdą niedzielę o godz. 23 przedstawiało Top 20 według NME. W latach '70 Radio Luxembourg rozpoczęło publikować charakterystyczne zestawienia dla poszczególnych gatunków muzycznych.
- Melody Maker

Pierwsze notowanie tego magazynu, Top 10, ukazało się w kwietniu 1956 roku. We wrześniu 1962 zmieniło nazwę z Top 10 na Top 50. Początkowo listy tworzone były we współpracy z 30 sklepami, następnie ze 110, później ze 150 i wreszcie z 220 sklepami, gdy zestawienie połączyło się z listą Disc & Music Echo w sierpniu 1967 roku.
- Disc & Music Echo

Pierwsza lista, Top 20, została opublikowana w lutym 1958 roku, bazując na sprzedaży piosenek w 25 sklepach. W 1966 roku zestawienie zmieniło nazwę z Top 20 na Top 30, zwiększając jednocześnie liczbę współpracujących sklepów na 75-100. Notowanie ponownie zmieniło nazwę, tym razem na Top 50, gdy połączyło się z listą Disc & Music Echo w sierpniu 1967 roku. Zasięg Disc & Music Echo był mały, dlatego zestawienia przez niego publikowane nie są obecnie uważane za tak samo ważne, jak pozostałe.
- Record Retailer

Magazyn Record Retailer opublikował zestawienie Top 50 10 marca 1960 roku, na podstawie wyników sprzedaży z 30 sklepów. W 1969 roku gazeta współpracowała z 80 sklepami. Listy singli Record Retailer były jedynymi, które nie brały pod uwagę EP; EP miały własne, oddzielne notowanie. Zmieniło się to dopiero 30 listopada 1967 roku, kiedy EP zaczęto wliczać do zestawień singli.
- British Broadcasting Corporation

Notowania oparte były na średnich zestawień list w Record Mirror oraz NME (prawdopodobnie także Melody Maker od kwietnia 1956).

## UK Singles Chart w mediach
BBC Radio 2 rozpoczęło swoją działalność w 1967 roku i od tego czasu nieprzerwanie przedstawia aktualne notowania muzyczne. We wcześniejszych latach było to zaledwie 20 najpopularniejszych singli, Top 20. Później postanowiono, że na antenie przedstawiane będzie Top 40, a w marcu 2005 roku znowu powrócono do wcześniejszego formatu, czyli Top 20. 14 października 2007 roku nowi prezenterzy, Fearne Cotton i Reggie Yates, poinformowali, iż podczas programu ponownie prezentowane będzie Top 40. Audycja od zawsze ma miejsce w niedzielne popołudnia, a jedynym wyjątkiem, kiedy się nie odbyła był dzień śmierci Księżnej Diany, 31 sierpnia 1997 roku.
Telewizyjny program UK Singles Chart zatytułowany The UK Top 40 był emitowany przez kanał CBBC, należący do BBC. W programie przedstawiane były teledyski piosenek z Top 10. Od premiery do września 2004 roku był prowadzony przez Adriana Dicksona i Konnie Huq, a następnie przez Andrew Haydena-Smitha do ostatego odcinka, 12 czerwca 2005 roku.

## Sponsorzy
Duże kontrowersje wzbudza fakt, iż UK Singles Chart od lat jest sponsorowana przez różne firmy. Fakt ten nie budziłby wątpliwości, gdyby nie to, iż notowania prezentowane są na antenie publicznego radia BBC Radio 1, czyli radia, w którym podczas programów nie można reklamować produktów lub sponsorów. Sponsorzy podpisują jednak umowy z Official UK Charts Company, dlatego też BBC nie czerpie z tego żadnych korzyści finansowych. W przeszłości często zdarzało się, że pod koniec audycji wymieniani byli sponsorzy, co z jednej strony zachęcało firmy do nawiązania współpracy z Official UK Charts Company, a z drugiej budziło oburzenie. Duże sprzeciwy argumentowano tym, że wśród sponsorów są producenci niezdrowego jedzenia, w tym fast foodów i słodyczy, oraz napojów niezdrowych dla dzieci, które także są słuchaczami programu. Ostatecznie BBC Radio 1 zrezygnowało z wymieniania nazwy sponsorów.
Przez wiele lat podstawowym sponsorem UK Singles Chart była strona internetowa poświęcona muzyce, WorldPop.com. W 2004 roku do grona głównych sponsorów dołączyła Coca-Cola.

## Większość singli numer jeden
Najwięcej singli numer jeden zdobyli następujący artyści:
- 21 – Elvis Presley
- 17 – The Beatles (rekord z największą liczbą singli w danym czasie – 17 singli w 6 lat)
- 14 – Cliff Richard
- 14 – Westlife
- 13 – Madonna
- 12 – The Shadows
- 11 – Take That
- 9 – Spice Girls
- 9 – ABBA
- 8 – Oasis
- 7 – Eminem
- 7 – Rihanna
- 7 – Kylie Minogue
- 7 – McFly
- 6 – Queen
- 6 – Britney Spears